# Schnellweg
Ein Schnellweg ist eine Straße, auf der hohe Geschwindigkeiten gefahren werden können.
In Deutschland werden einige Autobahnen als Schnellweg bezeichnet. Diese Bezeichnungen sind meist inoffiziell.
Folgende Autobahnen haben in Deutschland das Attribut "Schnellweg":
- A 40 Ruhrschnellweg
- A 42 Emscherschnellweg
- A 66 Rhein-Main-Schnellweg
- A 73 Frankenschnellweg
- A 661 Taunusschnellweg
- A 671 Süd-Main-Schnellweg

Siehe auch:
- B 38a Rhein-Neckar-Schnellweg